# Callichroma auricomum
Callichroma auricomum es una especie de escarabajo longicornio del género Callichroma, tribu Callichromatini. Fue descrita científicamente por Linné en 1767.
Se distribuye por Bolivia, Brasil, Colombia, Ecuador, Guyana, Guayana Francesa, Perú y Surinam. Mide 21,2-45,5 milímetros de longitud. El período de vuelo ocurre en los meses de julio, agosto, septiembre y octubre.